# Sellasia
Sellasia (griechisch Σελλασία (f. sg.)) ist ein Dorf mit dem Status einer Ortsgemeinschaft im Gemeindebezirk Inoundas der Gemeinde Sparta in der griechischen Region Peloponnes.

## Lage
Das Dorf liegt etwa 10 km nördlich von Sparta am Unterlauf des Inoundas kurz vor dessen Mündung in den Evrotas. Die Nationalstraße 39 verläuft östlich. Das Gebiet der Ortsgemeinschaft Sellasia (Τοπική Κοινότητα Σελλασίας Topikí Kinótita Sellasías) liegt im Westen des Gemeindebezirks Inoundas. Es erstreckt sich auf 27,864 km² bis zum Evrotas, der im Westen die natürliche Grenze zu den Gemeindebezirken Pellana und Mystras bildet. Im Norden grenzt Koniditsa an, im Osten Vresthena und Agios Ioannis Theologos und im Süden Voutiani sowie Kladas.

## Geschichte
Das antike Sellasia lag östlich des modernen Dorfes auf einem Hügel an der gegenüberliegenden Flussseite. Es beherrschte den Zugang nach Lakonien von Norden her. Antike Mauern sind auf dem Hügel Paleogoulas erhalten. Während des ersten Feldzuges des Epameinondas um 370 vor der Zeitrechnung durch die Peloponnes wurde Sellasia zerstört und geplündert.
Nördlich unterhalb der Stadt wurde im Sommer 222 die Schlacht von Sellasia zwischen den Makedonen unter König Antigonos III. Doson und dem Achaiischen Bund einerseits und den Spartanern unter König Kleomenes III. andererseits geschlagen. Danach wurde Sellasia wiederum zerstört und die Bevölkerung als Sklaven verkauft. Im 2. Jahrhundert zur Zeit des Pausanias war die Stadt schon verödet.

### Geschichte der modernen Gemeinde
Von 1912 bis zur Gemeindereform 1997 war Sellasia eine unabhängige Landgemeinde. Zunächst als Vroulia bezeichnet, erhielten der Ort und die Landgemeinde 1929 die Bezeichnung der antiken Siedlung. Sellasia wurde 1997 mit weiteren acht Landgemeinden zur Gemeinde Inoundas zusammengelegt, mit Sellasia als Verwaltungssitz. Diese Gemeinde ging nach der Verwaltungsreform 2011 mit weiteren sechs Gemeinden in der neuen Gemeinde Sparta auf. Seither hat Sellasia den Status einer Ortsgemeinschaft (Τοπική Κοινότητα Topikí Kinótita).
Einwohnerentwicklung von Sellasia
| 1920 | 1928 | 1940 | 1951 | 1961 | 1971 | 1981 | 1991 | 2001 | 2011 |
| ---- | ---- | ---- | ---- | ---- | ---- | ---- | ---- | ---- | ---- |
| 1275 | 1269 | 1272 | 1148 | 944  | 631  | 523  | 487  | 524  | 311  |